# Ère Genkyū
L'ère Genkyū (元久) est une des ères du Japon (年号, nengō, lit. « nom de l'année ») après l'ère Kennin et avant l'ère Ken'ei. Cette ère couvre la période allant du mois de février 1204 au mois d'avril 1206. L'empereur régnant est Tsuchimikado-tennō (土御門天皇).

## Changement d'ère
- 1204 Genkyū gannen (元久元年?) : Le nom de la nouvelle ère est créé pour marquer un événement ou une succession d'événements. La précédente ère se termine quand commence la nouvelle, en Kennin 4, le 20e jour du 2e mois de 1204[3]

## Événements de l'ère Genkyū
- 1204 (Genkyū 1, 10e mois) : Minamoto no Sanetomo ordonne à Hōjō Masanori, Hōjō Tomomichi et Hatakeyama Shigeyasu de se rendre à Heian-kyo. Ils sont chargés d'escorter la fille du dainagon Fujiwara-no Noboukiyo à Kamakura où elle épousera Sanetomo[4].
- 1204 (Genkyū 1, 12e mois) : Deux des émissaires de Sanetomo rentrent à Kanto avec sa future épouse mais Shigeyasu reste à Heian-kyo où il meurt[4].
- 1205 (Genkyū 2, 3e mois) : Kyoto et les provinces du Kínai sont dévastés par une terrible tempête. On estime à l'époque que le désastre est la conséquence de l'introduction dans la capitale de l'école bouddhiste (Zen) par le prêtre bouddhiste Eisai. Celui-ci est expulsé de Kyoto, mais est finalement autorisé à revenir après quelque temps[4].

| Genkyū    | 1re  | 2e   | 3e   |
| Grégorien | 1204 | 1205 | 1206 |